# Mosquée Arnaudija
La mosquée Arnaudija (en bosnien : Arnaudija džamija) est une mosquée située au centre de Banja Luka, l'actuelle capitale de la république serbe de Bosnie en Bosnie-Herzégovine. Construite en 1594 et 1595, elle est inscrite sur la liste des monuments nationaux de Bosnie-Herzégovine.
Détruite en 1993 lors de la guerre de Bosnie-Herzégovine, elle est actuellement en reconstruction.

## Localisation
La mosquée Arnaudija est située à l'angle des rues Omladinske et Šoše Mažara à Banja Luka.

## Histoire
La mosquée Arnaudija a été commanditée par Hasan defterdar, le ministre des Finances du pachalik de Bosnie, au moment où cette subdivision de l'Empire ottoman était gouvernée par Ferhat-pacha Sokolović, qui était son ami. Cette construction s'inscrivait dans le plan du pacha d'urbaniser la partie basse de la ville actuelle de Banja Luka, le long de la route qui menait de la colline de Lauš à la rivière Vrbas, à l'endroit où cette voie coupait la route qui conduisait de Gornji Šeher (aujourd'hui le quartier de Srpske Toplice) à Gradiška. La construction de l'édifice fut réalisée en 1594 et 1595, après la mort de Ferhat-pacha, sous le règne du sultan Mehmed III.
Détruite en 1993 lors de la guerre de Bosnie-Herzégovine, la mosquée est en cours de reconstruction.

## Caractéristiques
La mosquée Arnadija appartient au type des mosquées à dôme ; elle était ornée d'un portique et d'un minaret de pierre.